# Кутловица
Вижте пояснителната страница за други значения на Кутловица.
Кутловица е село в Североизточна България. То се намира в община Алфатар, област Силистра.

## География
Кутловица е малко красиво село в Силистренска област, с население от 64души (01.02.2011 г. НСИ). Разположено е в котловина, откъдето идва и името му.

## История
Най-дългия кметски мандат е на Васил Андреев, който е бил на кметския стол над 40 години.

## Религии
- Източно православни християни

## Културни и природни забележителности
Кутловица е малко селце, екологично чисто. Девствена природа.

## Редовни събития
- Събор – 24 май